# Roskilde Fjord

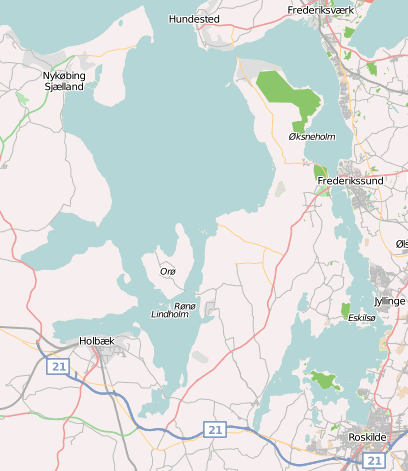
Rechts der Roskilde Fjord, links Isefjord

Der Roskilde Fjord ist eine Förde, die im Norden der dänischen Insel Seeland auf einer Länge von circa 40 km vom Isefjord am Kattegat nach Süden bis nach Roskilde verläuft.

## Geografie
Der Roskilde Fjord macht etwa ein Drittel der Fläche des Nationalparks Skjoldungernes Land aus und ist durch einen Kanal mit dem Arresø verbunden, der ab dem Jahre 1717 ausgehoben und 1719 fertiggestellt wurde.
Wichtige Gemeinden und Orte sind am Ostufer neben der namensgebenden Stadt Roskilde Jyllinge, Frederikssund, Frederiksværk, Ølsted und Hundested, das teilweise bereits am Isefjord im Norden liegt, und am Westufer Skibby und Jægerspris. An der seichtesten Stelle befindet sich der Schiffsfriedhof von Skuldelev.

## Fauna
In der Umgebung der Förde leben Seeadler, die größten in Dänemark vorkommenden Vögel. Darüber hinaus brüten im Frühjahr auf den Inseln und an der Küste des Vejle Fjord unter anderen Möwen, Seeschwalben, Schwäne, Gänse und Enten.

Im Vejle Fjord gibt es aufgrund des brackigen Wassers, sowohl Salz- als auch Süßwasserfische. Im November und Dezember schlüpfen in der Förde Meerforellen und Aale.

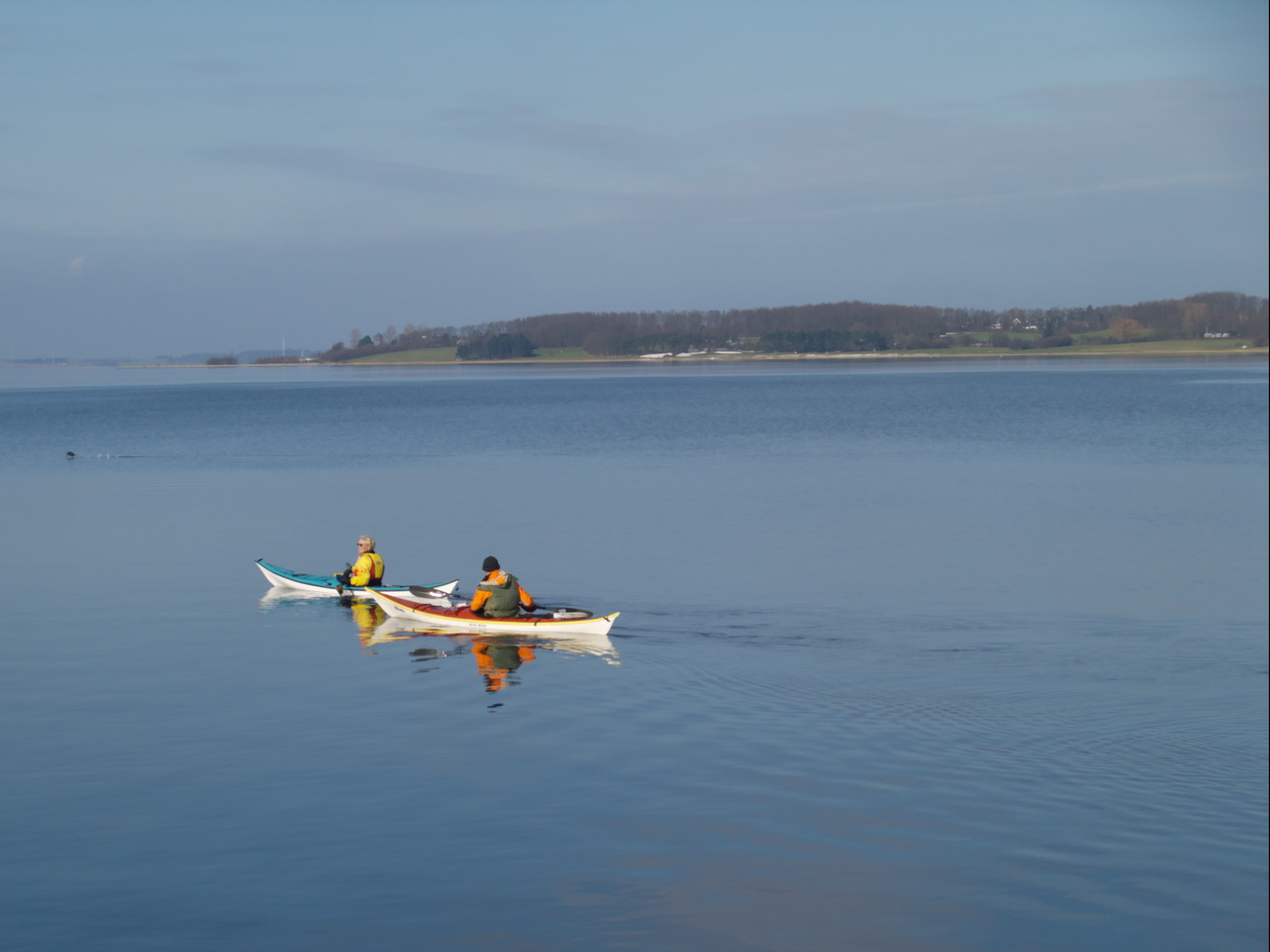
Kanus auf dem Roskilde-Fjord.